# Roumen Boyadjieff jr.
Roumen Boyadjieff jr (født 19. juni 1979 i Sofia, Bulgarien) er en bulgarsk komponist, trommeslager,percussionist og pianist.
Boyadjieff studerede komposition og slagtøj på Lyubomir Pipkov Secondary Shool of Music og forsatte med at studere videre, men nu også på klaver på National Music academy "Pancho Vladigerov" hos bl.a. Alexander Raichev som lærer i komposition og orkestrering. 
Han har skrevet en symfoni, orkesterværker, symfoniske digtninge, koncertmusik, kammermusik,  balletmusik, operaer, filmmusik etc. Boyadjieff skrev en hymne i anledningen af Bulgarsk Radio´s 80 års Jubilæum. Han skrev ligeledes det smukke og gribende symfoniske digt "Bulgarien (2015) til ære og minde for bulgariens nationalkomponist Pancho Vladigerov.

## Udvalgte værker
- Symfoni nr. 1 (2019) - for orkester
- "Bulgarien" "(Til Minde om Pancho Vladigerov)" (2015) (symfonisk digtning) - for orkester